# Valle de los Nobles

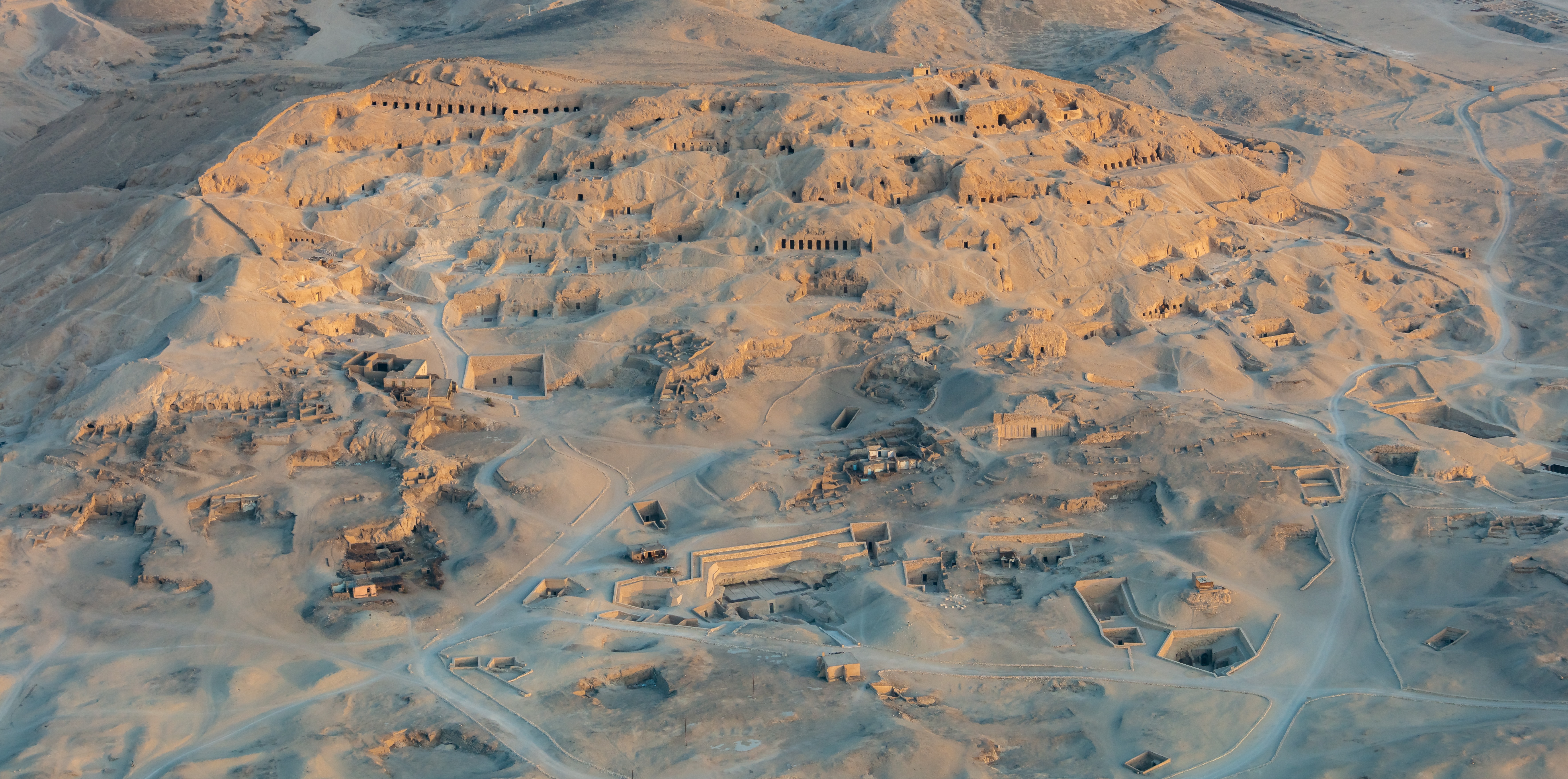
Vista aérea de Sheij Abd el-Qurna, en el Valle de los Nobles.

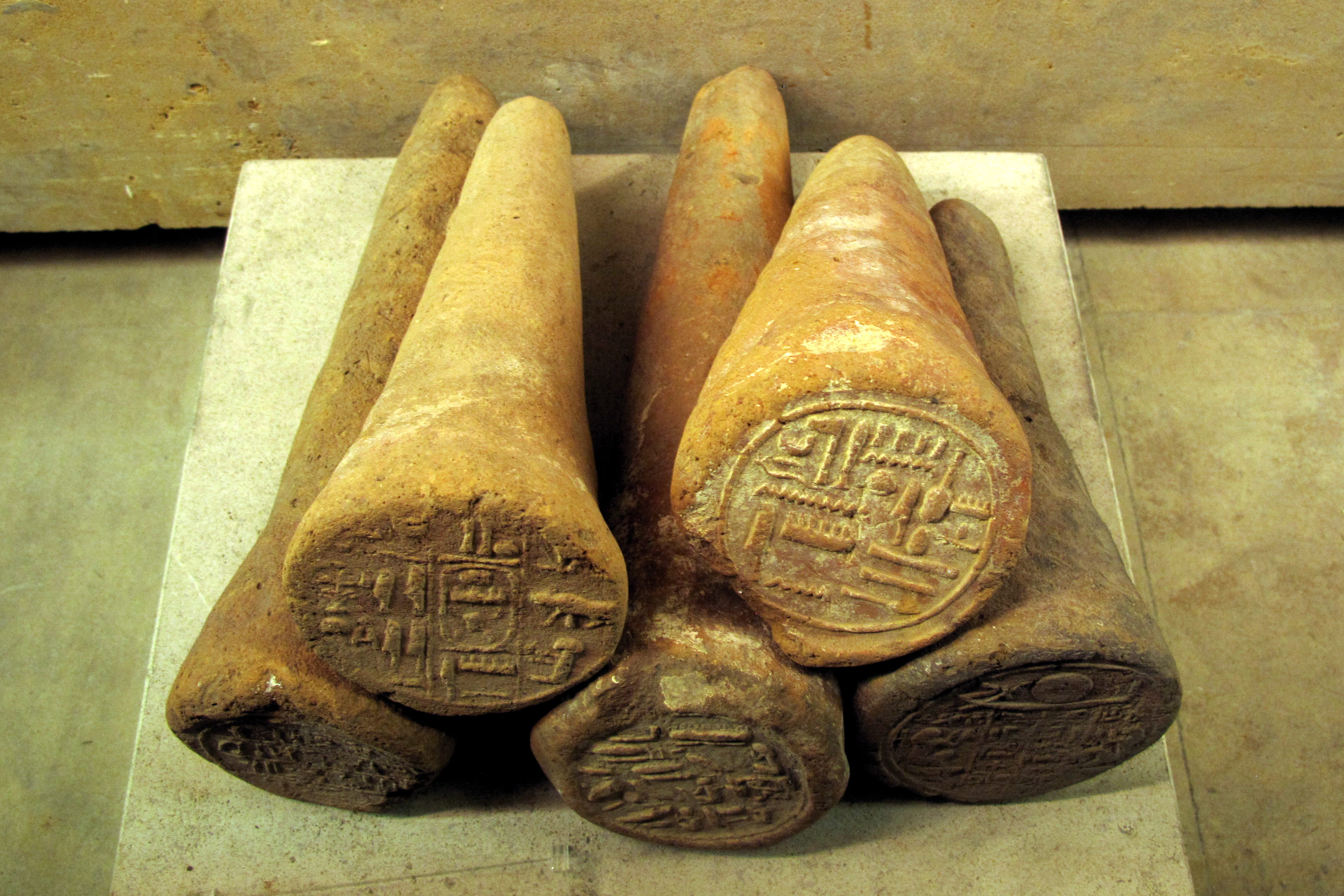
Conos funerarios de terracota.

El valle de los Nobles es una zona de Egipto situada junto al Valle de los Reyes y el Valle de las Reinas, al oeste de Luxor (antigua Tebas), en la orilla occidental del río Nilo. Contiene las tumbas de personajes importantes en el entorno del faraón. Existen 415 tumbas inventariadas que figuran con el prefijo TT (por Tumba Tebana) pero existen otras, cuya localización se ha perdido o están fuera de esta clasificación.

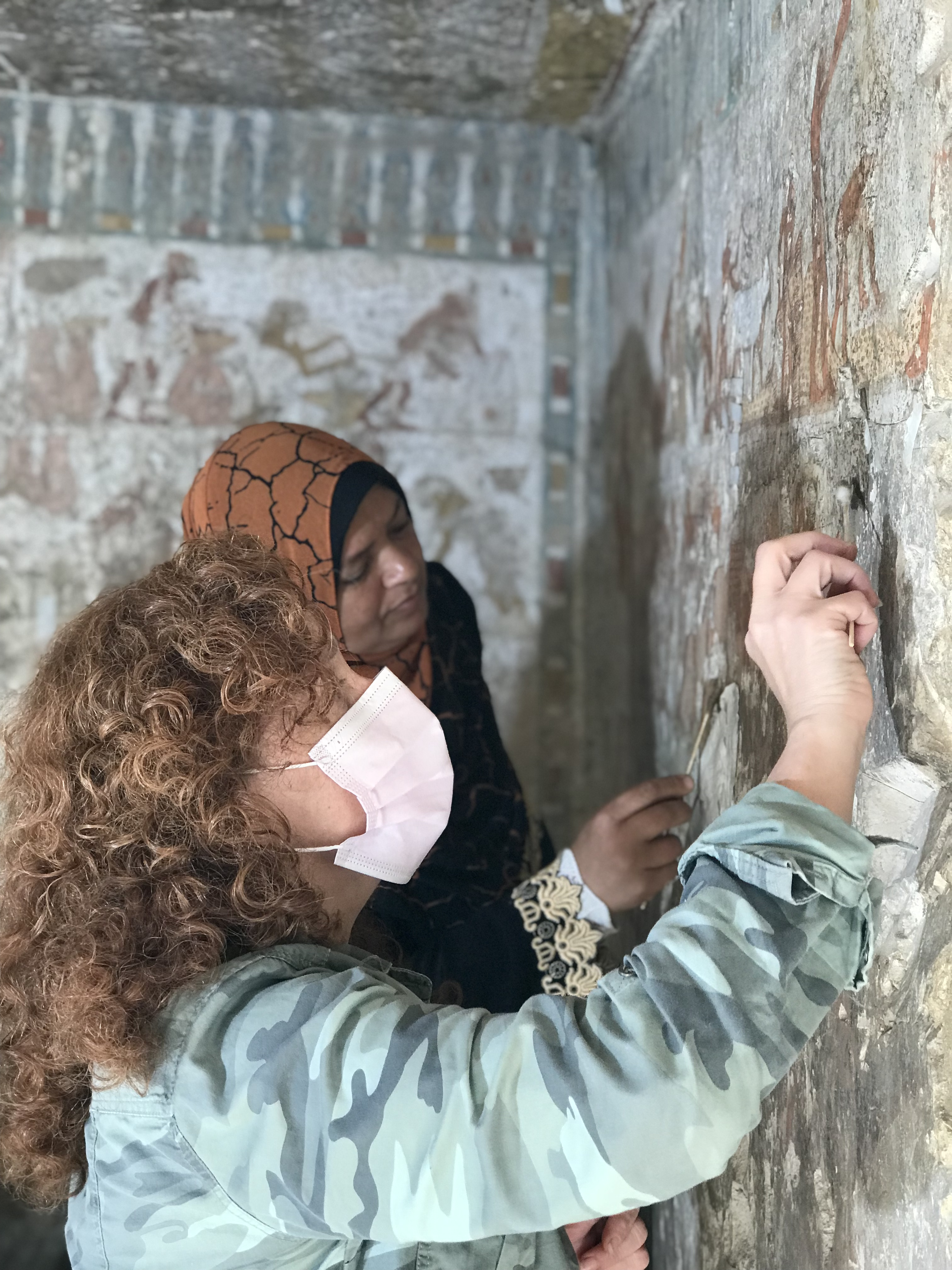
Trabajos de conservación en la tumba TT318 en Sheikh Abd el-Qurna.

Las tumbas tebanas solían tener conos funerarios de terracota colocados a la entrada de las capillas de la tumba. Durante el Imperio Nuevo de Egipto, fueron inscritos con el título y el nombre del dueño de la tumba, a veces con pequeñas oraciones. De los 400 juegos de conos registrados, sólo alrededor de 80 provienen de las tumbas catalogadas.
Comprende seis necrópolis:
- Qurnet Murai, nobles del Imperio Nuevo.
- Sheij Abd el-Qurna, nobles de la Dinastía XVIII, entre los que se pueden destacar Najt, Menna, Sennefer, Ramose y Rejmira.
- El-Joja, cinco tumbas del Imperio Antiguo y otros nobles de las dinastías XVIII, XIX y XX, así como algunas del Primer período intermedio y del Período tardío de Egipto.
- Asasif, tumbas del Imperio Nuevo y del Tercer Período Intermedio.
- Dra Abu el-Naga, faraones de la dinastía XVII y altos funcionarios de las dinastías XVIII y XIX.
- El-Tarif, faraones de finales del Segundo Período Intermedio y principios del Imperio Medio de Egipto